# Atletiek op de Paralympische Zomerspelen 2024 - Kegelwerpen vrouwen F32
Het Kegelwerpen voor vrouwen klasse F32 op de Paralympische Zomerspelen 2024 vond plaats op 30 augustus in het Stade de France. Deze klasse is voor atletes met cerebrale parese die zeer weinig bruikbare kracht in hun armen, benen en romp hebben. De winnares van 2020 was de Poolse Róża Kozakowska. Zij werd in 2024 opgevolgd door Maroua Brahmi uit Tunesië, het zilver was voor de Iraanse Parastoo Habibi en Giovanna Boscolo uit Brazilië won de bronzen medaille.

## Records
Voorafgaand aan het toernooi waren dit het wereldrecord en het Paralympisch record.
| Wereldrecord        | Polen Róża Kozakowska | 28.77 | Kraków | 14 juni 2024     |
| Paralympisch record | Polen Maroua Brahmi   | 28.74 | Tokio  | 27 augustus 2021 |

## Uitslag
| Rang   | Atleet                  | Atleet | #1    | #2    | #3    | #4    | #5    | #6    | Resultaat | Bijz.   |
| ------ | ----------------------- | ------ | ----- | ----- | ----- | ----- | ----- | ----- | --------- | ------- |
| Goud   | Maroua Brahmi           | TUN    | 22.79 | 27.78 | 27.33 | 26.09 | 25.84 | 29.00 | 29.00     | WR      |
| Zilver | Parastoo Habibi         | IRI    | 24.31 | 23.72 | 26.29 | 22.37 | 25.54 | 26.06 | 26.29     |         |
| Brons  | Giovanna Boscolo        | BRA    | 20.04 | 17.44 | 26.01 | 22.56 | 21.80 | 17.07 | 26.01     |         |
| 4      | Anastasiia Moskalenko   | UKR    | 23.66 | 25.08 | 21.50 | 24.58 | 23.97 | 24.87 | 25.08     |         |
| 5      | Wanna Brito             | BRA    | 23.00 | 20.14 | 18.74 | 23.47 | 22.17 | 22.31 | 23.47     | PB      |
| 6      | Marilu Romina Fernandez | ARG    | 20.14 | 21.59 | 18.13 | 20.41 | 22.11 | 20.53 | 21.59     |         |
| 7      | Maxiliyo Akramova       | UZB    | 19.63 | 20.41 | 20.78 | 18.84 | 19.83 | 18.74 | 20.78     |         |
| 8      | Noura Alktebi           | UAE    | 12.07 | 17.31 | 17.79 | 17.85 | 17.29 | 20.69 | 20.69     |         |
| 9      | Thekra Alkaabi          | UAE    | 19.28 | 20.29 | 16.50 | 15.69 | 19.40 | 18.77 | 20.29     |         |
| 10     | Evgeniia Galaktionova   | NPA    | 18.29 | 20.28 | 17.88 | 1.575 | 19.63 | 19.38 | 20.28     | SB      |
| 11     | Oumaima Oubraym         | MAR    | 16.86 | 11.15 | 16.82 | 18.82 | 17.98 | 6.32  | 18.82     |         |
| 12     | Mounia Gasmi            | ALG    | X     | 15.80 | 16.24 | 18.01 | 18.66 | 17.64 | 18.66     |         |
| 13     | Rosemary Little         | AUS    | x     | 4.71  | 8.77  | x     | 16.65 | x     | 16.65     |         |
| 14     | Nargiza Safarova        | NPA    | 12.74 | 14.24 | 14.37 | 14.75 | 15.13 | 15.35 | 15.35     | PB      |
| 15     | Sarah Clifton-Bligh     | AUS    | 14.70 | 14.31 | 13.84 | 9.17  | 9.40  | 13.37 | 14.70     |         |
| —      | Róża Kozakowska         | POL    |       |       |       |       |       |       | DSQ       | R6.16.1 |